# Плинтовка
Плинто́вка (фин. Lentovka) — деревня в Щегловском сельском поселении Всеволожского района Ленинградской области.

## История
Образовалась в конце XIX века при станции Щеглово Ириновско-Шлиссельбургской узкоколейной железной дороги.

ПЛИНТОВКА (БОР) — поселение арендаторов в имении Щеглово при Шлиссельбургской жел. дороге, станция Щеглово 17 дворов, 61 м. п., 68 ж. п., всего 129 чел.

ЩЕГЛОВО — станция Ириновско-Шлиссельбургской жел. дороги 1 двор, 1 м. п., 1 ж. п., всего 2 чел. (1896 год)

В XIX — начале XX века деревня административно относилась к Рябовской волости 2-го стана Шлиссельбургского уезда Санкт-Петербургской губернии.
В 1909 году в деревне было 17 дворов.
Согласно церковным регистрационным книгам 1917—1932 годов деревня называлась Плентовка и относилась к Рябовскому лютеранскому приходу.
По сведениям Рябовского волостного совета в декабре 1921 года в деревне насчитывался 81 житель.
В конце 1924 года в деревне числилось 36 мужского и 40 женского пола, всего 76 прихожан Рябовской лютеранской церкви. Большую часть населения деревни составляли переселенцы и потомки переселенцев из Финляндии, так называемые «финляндские карелы».
По данным переписи населения 1926 года:

ПЛИНТОВКА — деревня Щегловского сельсовета Ленинской волости Ленинградского уезда, 24 хозяйства, 100 душ.
Из них русских — 5 хозяйств, 14 душ (8 м. п., 6 ж. п.); финнов-суоми — 16 хозяйств, 76 душ (40 м. п., 36 ж. п.); эстонцев — 3 хозяйства, 10 душ (3 м. п., 7 ж. п.).
ЩЕГЛОВО — платформа Щегловского сельсовета, 2 хозяйства, 6 душ, все русские — 2 хозяйства, 6 душ (3 м. п., 3 ж. п.) (1926 год)

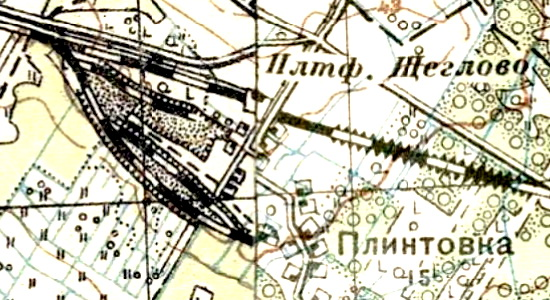
Деревня Плинтовка на карте 1931 года

Согласно топографической карте РККА 1931 года деревня насчитывала 15 дворов.
По административным данным 1933 года деревня Плинтовка относилась к Щегловскому сельсовету Ленинградского Пригородного района.
В 1938 году население деревни Плинтовка насчитывало 216 человек, из них русских — 150 и финнов — 66 человек. Деревня входила в состав Романовского финского национального сельсовета.
Согласно переписи населения СССР 1939 года:

ПЛИНТОВКА — деревня Романовского сельсовета Всеволожского района, 260 чел. (1939 год)

В 1939 году деревня была передана в состав Щегловского сельсовета.
В 1940 году деревня насчитывала 31 двор.
В 1959 году население деревни составляло 297 человек.
По данным 1966, 1973 и 1990 годов деревня Плинтовка входила в состав Щегловского сельсовета.
В 1997 году в деревне проживал 276 человек, в 2002 году — 289 человек (русские — 90%), в 2007 году — 280. Согласно Всероссийской переписи населения 2010 года в деревне проживали 334 человека.

## География
Деревня расположена в центральной части района на автодороге 41К-319 (Мельничный Ручей — Кирпичный Завод).
Расстояние до административного центра поселения 2 км.
Деревня находится к югу и смежно с платформой Щеглово Ириновского направления Октябрьской железной дороги.

## Демография
| 2007 | 2010 | 2012 | 2017 |
| ---- | ---- | ---- | ---- |
| 280  | ↗334 | ↘289 | ↘287 |

### Национальный состав
Согласно данным Всероссийской переписи населения 2021 года в деревне проживали 363 человека, из них:
 русские — 341, азербайджанцы — 6, украинцы — 3, армяне — 2, бесермяне — 1, казахи — 1, мордва — 1, узбеки — 1, другие национальности — 3 человека, остальные национальность не указали.

## Инфраструктура
В 2015 году в Плинтовке был 1 муниципальный, 8 ведомственных и 156 частных домов. В 2019 году — 8 ведомственных и 178 частных домов, из них газифицированы — 80. В 2021 году ситуация не изменилась.
Объектов промышленности и сельского хозяйства нет.

## Улицы
Дачная, Железнодорожная, Карьерная, Лесная, Линейная, Новая, Новосёлов, Сосновая, Станционная, Центральная, Юбилейная.